# 장흥정남진휴게소
장흥정남진휴게소(長興正南津休憩所, Jangheung Jungnamjin Service Area)는 전라남도 장흥군 부산면 남해고속도로 41 (호계리 269-1)에 위치한 남해고속도로의 고속도로 휴게소이다. 양방향 모두 휴게소가 통합형으로 존재한다.
영암휴게소와 보성녹차휴게소 구간 거리가 50 km로 매우 멀어서 거리 문제를 해소하기 위해 2020년 11월 2일에 신설 개장하였다. 건설 당시 가칭은 장흥휴게소였다.

## 연혁
- 2019년 5월 23일 : 2019년 12월까지 장흥휴게소 부지 조성을 위해 전라남도 장흥군 부산면 호계리 1.1km 구간 도로구역 변경[1]
- 2019년 12월 10일 : 장흥휴게소 부지 조성공사 기간을 2019년 12월에서 2020년 12월까지로 연장[2]
- 2020년 11월 2일 : 휴게소 신설 개장과 함께 장흥정남진휴게소로 영업 개시[3]

## 시설
- 브랜드매장 : 카페드롭탑, 정남진, 양평해장국, 용우동
- 정유소 : 알뜰주유소
- 충전소 :
- 경정비소 : 있음
- 화물휴게소 : 있음

## 전후
영암 방향
- 장흥 나들목 ← 장흥정남진휴게소 ← 보성 나들목
- 영암휴게소 ← 장흥정남진휴게소 ← 보성녹차휴게소

순천 방향
- 장흥 나들목 → 장흥정남진휴게소 → 보성 나들목
- 영암휴게소 → 장흥정남진휴게소 → 보성녹차휴게소